# ペドロ・エリアス・ザドゥナイスキー
ペドロ・エリアス・ザドゥナイスキー(Pedro Elias Zadunaisky、1917年12月10日 - 2009年10月7日)は、アルゼンチンのロサリオ出身の天文学者、数学者。土星の衛星のフェーベや、ハレー彗星の軌道を計算したことで知られる。
ロザリオ国立大学に入学、同大学では土木工学、応用数学、天体力学などを学んだ。ブエノスアイレス大学やラプラタ国立大学で教鞭をとり、2009年10月7日に亡くなっている。2000年には彼の教え子より発見された小惑星が(4617) ザドゥナイスキーとして名付けられた。